# Museo Histórico Municipal de Carcabuey
El Museo Histórico Municipal de Carcabuey es un museo de gestión y propiedad municipal ubicado en la localidad de Carcabuey, en la provincia de Córdoba, España. 
El museo tiene su origen en una exposición llevada a cabo en 1985 por iniciativa ciudadana para mostrar las numerosas piezas arqueológicas de diversas colecciones particulares y los abundantes hallazgos del municipio. Pero no fue hasta el año 2003 cuando el ayuntamiento comienza a conformar el museo captando fondos para ampliar la colección del Consistorio. En 2005 el arqueólogo Antonio Moreno de la Rosa desarrolla el proyecto de Museo Histórico de Carcabuey, siendo inscrito al año siguiente en el Registro de Museos de Andalucía en inaugurado de forma provisional en 2007. 
La colección constaba en 2016 de 1216 piezas catalogadas, principalmente procedentes de donaciones particulares.